# Svarthamaren
Svarthamaren är ett berg i Antarktis. Det ligger i Östantarktis. Norge gör anspråk på området. Toppen på Svarthamaren är 2 195 meter över havet, eller 310 meter över den omgivande terrängen. Bredden vid basen är 3,1 km.
Terrängen runt Svarthamaren är varierad. Trakten är obefolkad. Det finns inga samhällen i närheten. 